# Bukowskie
Bukowskie – wieś w Polsce, położona w województwie łódzkim, w powiecie sieradzkim, w gminie Brąszewice.
W latach 1975–1998 wieś należała administracyjnie do województwa sieradzkiego.